# Смута Дзьокю
Сму́та Дзьокю́ (яп. 承久の乱, じょうきゅうのらん, дзьокю-но-ран, «смута року Дзьокю»; 1221) — збройний конфлікт в Японії періоду Камакура між Імператорським двором в Кіото під проводом екс-імператора Ґо-Тоби з одного боку і сьоґунатом в Камакурі під проводом сіккена Ходзьо Йосітокі з іншого. Причиною смути стало півстолітнє протистояння аристократів і самураїв у боротьбі за владу у країні, а також існування системи двовладдя — в Кіото і Камакурі.
Конфлікт почався у червні 1221 року зі скликання екс-імператором Ґо-Тобою роялістських військ для повалення сьоґунату. Його підтримали екс-імператори Цутімікадо і Дзюнтоку, столичні аристократи та переважна більшість самурайських володарів Західної Японії, вплив Камакурського уряду на яких був слабкий. Проте за місяць три армії сьоґунату під загальним командуванням Ходзьо Йосітокі розбили усі сили роялістів і зайняли столицю Кіото.
Самурайський уряд покарав 3-х екс-імператорів і роялістських провідників засланням у віддалені провінції та конфіскацією їхніх земель. Було проведено ротацію кадрів на рівні завідувачів приватними маєтками дзіто. У Кіото було створено інститут Рокухарського інспектора, завданням якого став нагляд за Імператорським двором та самурайськими володарями Західної Японії. Завдяки перемозі сьоґунату авторитет японської аристократії сильно занепав, а самурайський уряд забезпечив собі панівне положення в Японії.